# Лудолф II фон Волденберг-Вьолтингероде
Лудолф II фон Волденберг-Вьолтингероде (на немски: Ludolf II, Graf von Woldenberg-Wöltingerode; * пр. 1129; † сл. 5 декември/ 6 декември сл. 1888 или 1190) е граф на Вьолтингероде-Волденберг, фогт на „Св. Симон и Юдас“ в Гослар, фогт на „Георгенберг“.

## Произход
Той е син на граф Лудолф I фон Вьолтингероде († 1153), фогт на „Св. Симон и Юдас“ в Гослар, фогт на „Георгенберг“, и съпругата му Мехтилд († 1174).

## Фамилия
Лудолф II фон Волденберг-Вьолтингероде се жени за Гута фон Липе († 24 януари), дъщеря на Херман I де Липия († сл. 1160) / или за Аделхайд фон Халермунд. Те имат децата:
- Аделхайд фон Волденберг († сл. 20 март 1233), омъжена за граф Хелмолд I фон Шверин († 1195/1196/1206), син на Гунцелин I фон Хаген († 1185), първият граф на Шверин
- Людигер II фон Дьорнтен-Волденберг († между 7 март 1206 – 1208)
- Лудолф III 'Млади' фон Дьорнтен-Волденберг († сл. 1189)
- Буркард I фон Волденберг († 3 април или 3 май 1235, Константинопол), архиепископ на Магдебург (1232 – 1235)
- Отилия фон Волденберг († сл. 5 март 1225), канонеса в Гандерсхайм (1207), дяконка в Гандерсхайм (1215 – 1225).

Той има и една незаконна дъщеря:
- фон Волденберг, омъжена за граф Хайнрих фон Шладен († сл. 1194); родители на:
  - Лудолф I фон Шладен († 1241), епископ на Халберщат